# Chajim ben Juda íbn Musá
Chajim ben Juda íbn Musá (Béjar, poblíž Salamanky 1380–1460) byl židovský lékař, alchymista, astronom a myslitel, známý disputací s Nicholasem de Lyra. Je autorem díla "Magen va-Romah" ("Štít a meč").